# Tabaçô
Tabaçô is een plaats (freguesia) in de Portugese gemeente Arcos de Valdevez en telt 351 inwoners (2001).